# Anselmo Marzato
Anselmo Marzato (Sarteano, 16 de novembro de 1543 - Frascati, 17 de agosto de 1607) foi um cardeal do século XVII

## Biografia
Nasceu em Monopoli em 16 de novembro de 1543,onde seu pai era governador. A família era originalmente de Sorrento. Filho de Andrea Marzato e Cornelia Mailla, cuja família era aparentada com a família Tolomei de Siena. Seu nome de batismo era Cláudio. Ele também está listado como Anselmo da Monopoli; e como Anselmo da Sorrento.
Inicialmente, dedicou-se aos estudos literários, depois aos científicos; e em 1573, entrou na Ordem dos Frades Menores Capuchinhos, no convento de Rugge, perto de Lecce, depois de ter recusado o convite para se casar com uma jovem rica e nobre de sua cidade; fez a profissão em 24 de dezembro de 1573 e tomou o nome de Anselmo da Monopoli, que alternou com o de Anselmo da Sorrento. Foi estudar em Fermo, onde provavelmente teve como professor de oratória o famoso pregador espanhol Alfonso Lobo e onde começou a pregar. Ele continuou pregando até 1574 em Proceno, destacando-se por suas qualidades intelectuais e oratórias. Em 1574, foi enviado a Roma para completar seus estudos de teologia e filosofia, alcançando o posto de magister ..
Ordenado (nenhuma informação adicional encontrada). Dedicando-se à pregação, tornou-se um famoso orador e pregou na Itália e na França. Convidados a pregar diante do papa e dos cardeais, ficaram muito satisfeitos com seu ministério. Viajou para Ferrara com o Papa Clemente VIII e segundo a regra franciscana, fê-lo a pé. Teólogo do Supremo SC do Santo Ofício. Teólogo do cardeal Pietro Aldobrandini, legado a latere na França. Em 1589, foi eleito ministro provincial da província romana dos Capuchinhos. Nomeado pregador apostólico do Palácio Sagrado em 1595. Procurador geral da sua ordem em 1599. Foi também um célebre teólogo e filósofo..
Criado cardeal sacerdote no consistório de 9 de junho de 1604; recebeu o gorro vermelho e o título de S. Pietro in Montorio, em 24 de junho de 1604. Denominado cardeal de Monopoli. Participou do Conclave de março de 1605, que elegeu o Papa Leão XI. Participou do Conclave de maio de 1605, que elegeu o Papa Paulo V. Sempre vestiu o hábito de sua ordem. Ele foi o primeiro cardeal capuchinho..
Eleito arcebispo de Chieti em 12 de fevereiro de 1607. Consagrado em 24 de fevereiro de 1607, na Capela Sistina, em Roma, pelo Papa Paulo V, auxiliado pelo cardeal Luigi de Torres e pelo cardeal Marcello Lante della Rovere, bispo de Todi. O cardeal Pompeo Arrigoni, arcebispo de Benevento, foi consagrado ao mesmo tempo..
Morreu em Frascati em 17 de agosto de 1607, no convento dos capuchinhos de Frascati. Enterrado em seu hábito capuchinho em seu título, S. Pietro in Montorio..